# Zatopiony świat
Zatopiony świat (tyt. oryg. The Drowned World) – brytyjska powieść fantastycznonaukowa z 1962 autorstwa J.G. Ballarda wydana przez Berkley Books. Polskie wydanie ukazało się w 1998 nakładem firmy Rachocki i S-ka w tłumaczeniu Macieja Świerkockiego. Powieść została wydana jako część serii Tetralogia żywiołów, w której ukazały się trzy inne powieści tego samego autora.

## Fabuła
Utwór przedstawia postapokaliptyczną przyszłość, w której globalne ocieplenie spowodowane zwiększonym promieniowaniem słonecznym sprawiło, że większość powierzchni Ziemi nie nadaje się do zamieszkania. Bohaterami historii jest zespół naukowców badający zmiany środowiskowe w opuszczonym, zalanym Londynie. Tematem historii jest regresywny rozwój człowieka i natury.
Powieść jest rozwinięciem opowiadania pod tym samym tytułem, która ukazała się po raz pierwszy w 24. numerze „Science Fiction Adventures” z 1962. W 2010 „Time” uznał utwór za jedną z 10 najlepszych powieści postapokaliptycznych. Historia jest uznawana za tekst założycielski fikcji klimatycznej.